# Championnat du monde masculin de curling 1978
Navigation
Édition précédente Édition suivante
Le Championnat du monde masculin de curling 1978, vingtième édition du championnat du monde de curling, a eu lieu du 27 mars au 2 avril 1978 à la Winnipeg Arena de Winnipeg, au Canada. Il est remporté par les États-Unis.